# Фоккер, Адриан
Адриан Фоккер (нидерл. Adriaan Daniël Fokker; 17 августа 1887, Бейтензорг, Нидерландская Ост-Индия — 24 сентября 1972, Апелдорн, Нидерланды) — нидерландский физик и музыкант. Усовершенствовал метод, впервые использованный Эйнштейном для описания броуновского движения — хаотического зигзагообразного движения мельчайших частиц, взвешенных в жидкости
(уравнение Фоккера — Планка). Был двоюродным братом авиаконструктора Антона Фоккера. Изобрёл клавиатуру для 31-тоновой равномерной темперации, сочинял и исполнял микротоновую музыку для «Органа Фоккера».
Женился 07.12.1915 на Маргарете Дж. Йоханне Кесслер. От этого брака, у Фоккера родилась дочь и сын. В 1936г. пара развелась.
16.12.1936 Фоккер женился на Тунтье ван Дейк, которая родила ему сына.
Сначала учился в Делфтском техническом университете, затем в Лейденском университете, где был учеником Хендрика Лоренца. Он продолжил обучение у Альберта Эйнштейна, Эрнеста Резерфорда и Уильяма Брэгга. 24 октября 1913 года он получил докторскую степень, защитив диссертацию: « О движениях Брауна в поле излучения и вероятностных соображениях в теории излучения»..
В 1949 году он стал членом Королевской академии наук и искусств Нидерландов.
Основоположник теории прямого межчастичного электромагнитного взаимодействия.